# Куррас, Карл-Хайнц
Карл-Хайнц Куррас (нем. Karl-Heinz Kurras, 1 декабря 1927, Бартен, Восточная Пруссия, ныне Барчаны, Польша — 16 декабря 2014, Берлин, Германия) — немецкий полицейский в Западном Берлине, информатор Штази. 2 июня 1967 года во время демонстрации протеста в связи с визитом шаха Пехлеви застрелил студента-пацифиста Бенно Онезорга, что стало причиной радикализации студенческого движения.

## Биография
Родился в семье полицейского в Восточной Пруссии, который погиб, будучи солдатом вермахта, во время Второй мировой войны. В 1944 году по окончании средней школы добровольно пошёл на военную службу. Конец войны застал его в Берлине. Там он начал обучение в области управления.
В декабре 1946 года был арестован советскими органами безопасности за незаконное хранение оружия и 9 января 1947 года приговорён военным трибуналом в к десяти годам исправительно-трудовых лагерей по статье 58, пункту 14 Уголовного кодекса РСФСР. Содержался в спецлагере № 7 Заксенхаузен. Согласно его более поздней автобиографии, комендант лагеря использовал его в качестве «помощника по личным делам». Когда в феврале 1950 года особые лагеря были расформированы, он вышел на свободу.
Историк Свен Феликс Келлерхофф, основываясь на советских документах, предположил, что в спецлагере Курраса могли использовать в качестве информатора против других заключенных. Это также может объяснить его досрочное освобождение и последующее сотрудничество с министерством госбезопасности ГДР.
В марте 1950 года Куррас поступил на службу в полицию Западного Берлина и работал полицеймейстером в Шарлоттенбурге.
19 апреля 1955 года Куррас отправился в Восточный Берлин. На входе в здание Центрального комитета СЕПГ он попросил дежурного «связать его с представителем госбезопасности», как указано в протоколе. К посетителю вышел офицер отдела IV. Куррас выразил своё разочарование политическим развитием в Западном Берлине и желание приложить свои силы на благо лучшей Германии. Собеседник убедил его в том, что он принесёт больше пользы ГДР, оставаясь на своём посту в Западном Берлине.
26 апреля 1955 года состоялась вторая встреча, в результате которой Куррас подписал обязательство о сотрудничестве. Для министерства госбезопасности ГДР молодой западноберлинский полицейский обладал большим потенциалом. Офицеры пообещали своё содействие в его образовании и карьере на Западе. В начале 1965 года Куррас был зачислен в отдел I полиции Западного Берлина, который занимался шпионами и перебежчиками и тесно сотрудничал с земельным управлением по защите конституции, а также секретными агентами американского, британского и французского комендантов западных секторов города. Более того, в отделе I Куррас стал членом специальной следственной группы, которая занималась поиском предателей в собственных рядах.
В качестве агента госбезопасности ГДР под кодовым именем «Отто Боль» Куррас поставлял информацию о сотрудниках, кадровых перестановках, специфике работы отделов и управлений и т. д. Таким образом, министерство было в курсе практически всех планов, которые разрабатывались против него в западной части города. За это Куррас получил в общей сложности почти 20 тысяч немецких марок.
16 января 1964 года по другую сторону стены он был принят в ряды СЕПГ. В 1965 году чудом избежал разоблачения.

## Убийство Онезорга
2 июня 1967 года во время визита иранского шаха Куррас принимал участие в разгоне демонстрации протеста и выстрелом в затылок смертельно ранил 26-летнего студента Бенно Онезорга, случайно оказавшегося на автостоянке, на которую полиция оттеснила некоторых демонстрантов. Свидетели слышали, как один коллега крикнул Куррасу: «Ты в своём уме? Ты что тут стреляешь?» Куррас ответил: «Да он на меня напал». Его шеф приказал: «Куррас, давай назад! Быстро! Исчезни!» На следующее утро Куррас сдал в химчистку свой серо-голубой костюм, магазин его пистолета «Вальтер» калибра 7,65 бесследно пропал.
Прощаясь с правящим бургомистром Западного Берлина Генрихом Альбертцем, шах дал ему любезный совет: «Вам надо расстрелять побольше людей, тогда у Вас будет спокойно».
Многие студенты потеряли 2 июня 1967 года веру в полицию и в правосудие. Куррас остался на свободе. Профсоюз полиции пожертвовал ему 60 тысяч марок на адвоката. На процессе он заявил, что «его жестоко избили десять или одиннадцать человек». Молодые люди угрожали ему ножами, поэтому он сделал предупредительный выстрел. Затем раздался роковой выстрел. Он обозначил также конец карьеры Курраса в госбезопасности ГДР.
«Материалы немедленно уничтожить. Работу приостановить. Считаем происшедшее очень досадным инцидентом», — передали ему из Восточного Берлина 8 июня 1967 года. Куррас ответил: «Частично понял. Все уничтожено. Встреча у Труды. Сейчас 15-го нужны деньги на адвоката». В его личном деле хранится также пустой конверт, в котором находилась довольно длинная радиограмма от 17 июня — почти тысяча знаков, однако текст был изъят.
Следующая и последняя встреча Курраса с представителем госбезопасности состоялась в Восточном Берлине спустя девять лет — 24 марта 1976 года. Курирующий его офицер докладывал: «Куррас вел себя так, словно последняя встреча имела место всего лишь несколько дней назад». Убийца Онезорга, который занимался теперь поиском угнанных автомобилей, решил прозондировать возможность возобновления сотрудничества. В отчете также указано, что он себя «ни в чем не упрекает и ни в чем не раскаивается». Проблемный случай для министерства госбезопасности. На этом личное дело заканчивается.
В 1987 году в звании обер-комиссара вышел на пенсию.
С тех пор как стало известно о сотрудничестве Курраса с министерством госбезопасности ГДР, многие политики предлагли урезать ему пенсию, а также тщательно расследовать все обстоятельства дела, в том числе и убийство Бенно Онезорга (нем.).
Личное дело Курраса в Штази, обнаруженное в 2009 году, не содержит никаких указаний на то, что ему была поручена «провокация» и что убийство Онезорга могло быть как-то связано с работой на Штази. Кураторы из Штази характеризуют Курраса как «воспитанного в фашистской системе ценностей» человека, болезненно любящего власть и оружие.
Карл-Хайнц Куррас скончался в Берлине 16 декабря 2014 года.